# Eduardo Alonso Colmenares
Eduardo Alonso Colmenares (Corella (Navarra) 13 d'octubre de 1820 - Madrid, 31 de març de 1888). Advocat i polític espanyol, va ser ministre de Gracia i Justícia durant el regnat d'Amadeu I, cartera que tornaria a ocupar juntament amb la de ministre de Foment després de la I República. Durant la regència de Maria Cristina d'Habsburg-Lorena va ocupar la presidència del Tribunal Suprem.

## Biografia
Després d'estudiar Dret a Madrid va exercir l'advocacia a Tudela, Madrid i Pamplona i després d'això ingressa en la judicatura i exerceix com a fiscal en les Audiències de Sevilla, Barcelona i Granada fins que en 1859 es trasllada a les colònies americanes on exercirà els càrrecs de Regent de l'Audiència de l'Havana i de Santo Domingo, i el d'Intendent General de Cuba.
Amb la revolució de 1868 torna a Espanya i inicia la seva carrera política quan és elegit diputat al Congrés per la circumscripció de Navarra en les eleccions de 1871, tornant a resultar elegit en els comicis de 1872 per la circumscripció de Logronyo. Posteriorment, en 1877, passaria al Senat com a senador vitalici.
Va ser ministre de Gracia i Justícia entre el 5 d'octubre de 1871 i el 26 de maig de 1872 als governs que van presidir José Malcampo y Monge i Práxedes Mateo Sagasta. Posteriorment, i novament sota la presidència de Sagasta, tornaria a ocupar aquesta mateixa cartera entre el 3 de setembre i el 31 de desembre de 1874. També ocuparia la cartera de Foment entre el 13 de maig i el 3 de setembre de 1874 en un gabinet presidit per Juan Zavala de la Puente. Entre 1882 i 1888 va ocupar la presidència del Tribunal Suprem.